# Anielka
Anielka (în poloneză Anielka) este un roman din 1880 al scriitorului polonez Bolesław Prus.